# Viticulteur
 (février 2016).

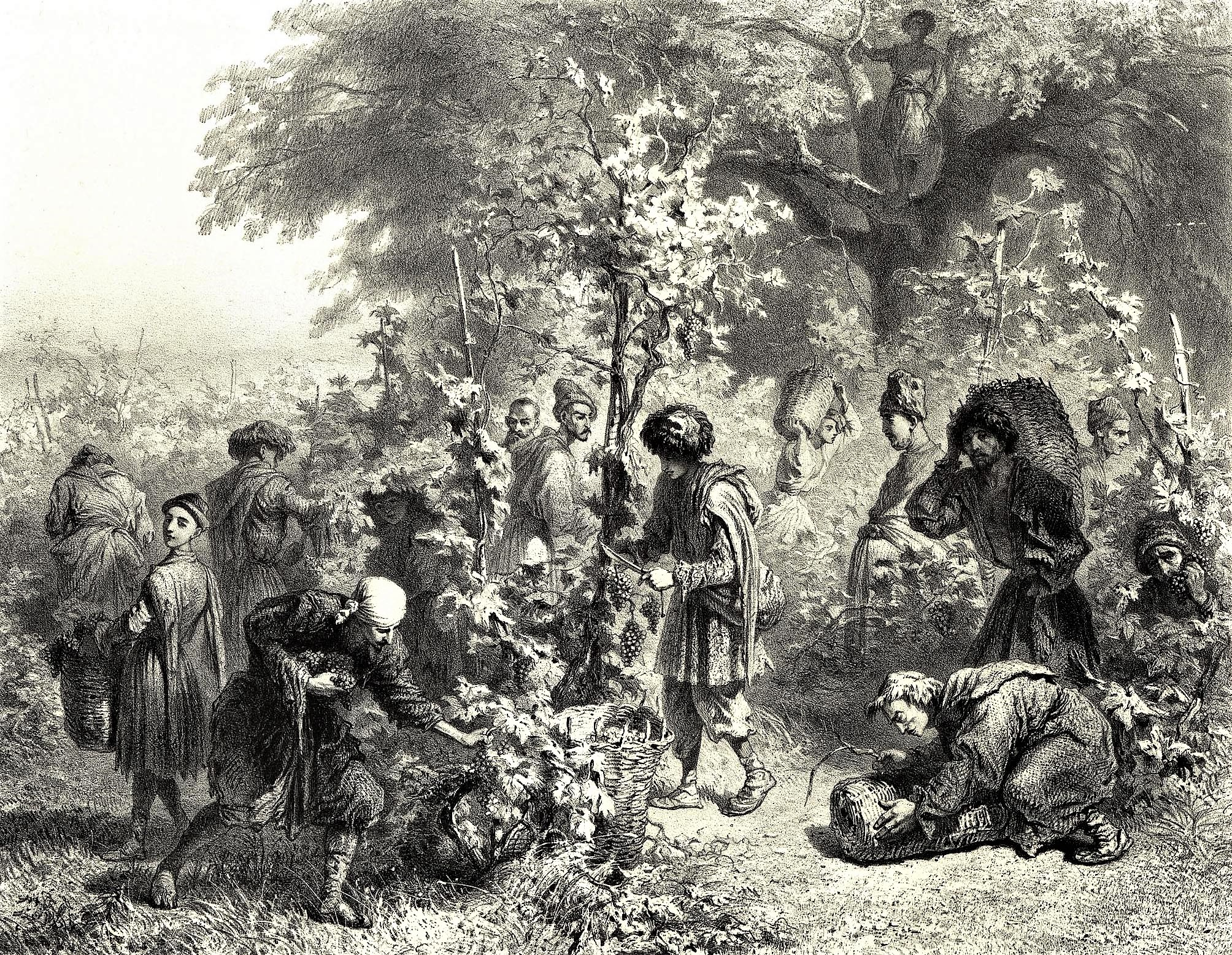
Au XIXe siècle, vendanges à l'orée des bois, en Kakhétie, (Géorgie),
une tradition vieille de plus de vingt-cinq siècles.

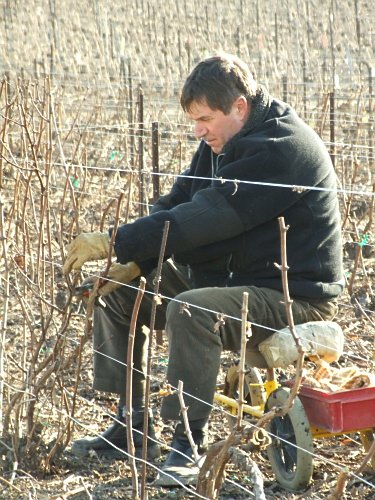
Travail de la vigne en Champagne en hiver.

Viticulteur est le métier des personnes cultivant la vigne en viticulture.
Le vigneron pratique la viticulture (tous cépages, toutes méthodes), mais produit également le vin,. Dans le langage courant, ces deux métiers sont souvent confondus. Le viniculteur ne produit que le vin.
Cette activité agricole nécessite généralement l'accompagnement d'ouvriers agricoles journaliers ou saisonniers.

## Évolution du métier
Des pépins de vignes préhistoriques sont connus dès le néolithique (-5000 à –2000), en Belgique, en Allemagne, en Italie du Nord, en Suisse (dans les palafittes du lac de Neuchâtel), en France (dans les palafittes du lac du Bourget). Ces pépins sont attribués à la vigne sauvage (Vitis vinifera subsp. sylvestris).
Les tourbières de Fiavé, dans les Alpes italiennes, ont livré des pépins de raisins protohistoriques (vers -2500 ans). Un site lacustre, sur les bords du lac Léman, a permis de retrouver des pépins de raisins datés d’au moins 12 000 ans, témoins de la culture et de l’exploitation de vignes sauvages (dites "lambrusques").
Laurent Bouby constate : « Depuis le Paléolithique inférieur (-500 000 à -120 000 ans), l’humanité consomme les grains de l'ancêtre sauvage de la vigne cultivée, appelé lambrusque »
« Le vin n’a pas à être inventé, il était là où l’on cueillait le raisin et où on le déposait même pour un temps très court dans un récipient capable de retenir son jus. Il y a eu du raisin, et des hommes pour le cueillir depuis plus de deux millions d’années. Il serait étrange que l‘homme préhistorique nomade n’ait jamais eu à observer le phénomène de la vinification… Sans en avoir la preuve définitive, on peut supposer que l’homme de Cro-Magnon, par exemple, qui vivait dans une forêt où la vigne poussait à l’état sauvage, et qui a pu peindre les chefs-d’œuvre de la grotte de Lascaux, connaissait le vin ».
Les archéologues soviétiques ont estimé, par datage au carbone 14, avoir eu la preuve que le passage de la vigne sauvage à la vigne cultivée a eu lieu en Géorgie, vers la fin de l’âge de pierre, environ 5 000 ans avant notre ère.
La vigne, plante vivace, ne peut s’accommoder d’un système cultural où l’exploitant de chaque parcelle changerait chaque année. Ce qui exclut toute jachère et tout assolement. « Chaque fois qu’un peuple abandonnait le nomadisme, il s’adonnait à la culture de la vigne, selon les préceptes des populations asiatiques ».
Sous l'Antiquité, Pline décrit six formes de conduite de la vigne : rampante, basse sous échalas, échalassée sans joug, à joug simple, à joug à quatre faces, en hautains. Quant à Virgile, il conseillait : « Plante tes vignes en ordre, que leurs rangs bien alignées, coupés par des allées régulières forment un ensemble parfaitement symétrique. Telle, au cours de la guerre, la légion déploie ses cohortes et s’arrête dans la campagne découverte ».
« Dans les vignes cultivées, et après plusieurs millénaires, se sont constitués des groupes relativement homogènes, nés de la lambrusque, adaptés à un climat donné, qui sont constitués par ce que l’on appelle aujourd’hui des cépages population, constitués de plusieurs clones, issus de la même souche, mais présentant des variétés différentes ».
« Un premier raisonnement contredit l’origine seulement orientale de la vigne. Il paraît, en effet, difficile d’admettre que ceux qui seraient à l’origine de son transport auraient, doués d’un génie d’essence quasi divine, trouvé des variétés très dissemblables dont les unes auraient été, dès leur arrivée en France, adaptées aux Côtes du Rhône méridionales, d’autres aux vignobles de l’Hermitage et de Côte Rôtie, d’autres enfin à la Bourgogne, au Bordelais, à l’Alsace ».
Le mouvement naturel d’évolution de la vigne s’est arrêté au XIXe siècle. Les vignes sauvages européennes, dans leur quasi-totalité, ont été détruites par l’oïdium, le mildiou et le phylloxéra.

## Mots de la vigne et du vin
Ils sont assimilables à tous les termes de métier et ont été ou sont toujours utilisés par le vigneron ou le viticulteur :
- Chasse-cousin : mauvais vin.
- Cyathe : du grec kuathos = coupe, gobelet à long manche pour puiser le vin.
- Duge ou dugy : vase à boire cylindrique ou en forme de baril, muni d’un couvercle, qui fut en usage durant tout le Moyen Âge jusqu’au XVIe siècle
- Échamp : intervalle entre deux rangées de ceps, équivalent d’orne.
- Fesse-pinte : buveur intrépide, ivrogne. (corruption de feste-pinte).
- Fessou : houe triangulaire dont on se servait pour biner la vigne.
- Meigle, mègle ou meille : pioche en fer recourbée avec laquelle on donnait à la vigne son premier labour.
- Taravelle ou haque : plantoir utilisé dans le Bordelais et la Charente pour la vigne. Sa pointe était surmontée de deux montants à poignée formant étrier, le pied était placé dans cet emplacement pour enfoncer le pal.
- Tribart : bâton ou système de bâtons mis autour du cou de certains animaux (cochons, veaux, chiens) pour les empêcher de rentrer dans les vignes et manger du raisin.
- Vide-bouteille : petite maison de campagne, proche de la ville, où l’on se réunissait entre amis pour boire et festoyer, l’équivalent provençal est le cabanon.

## Fêtes du vin

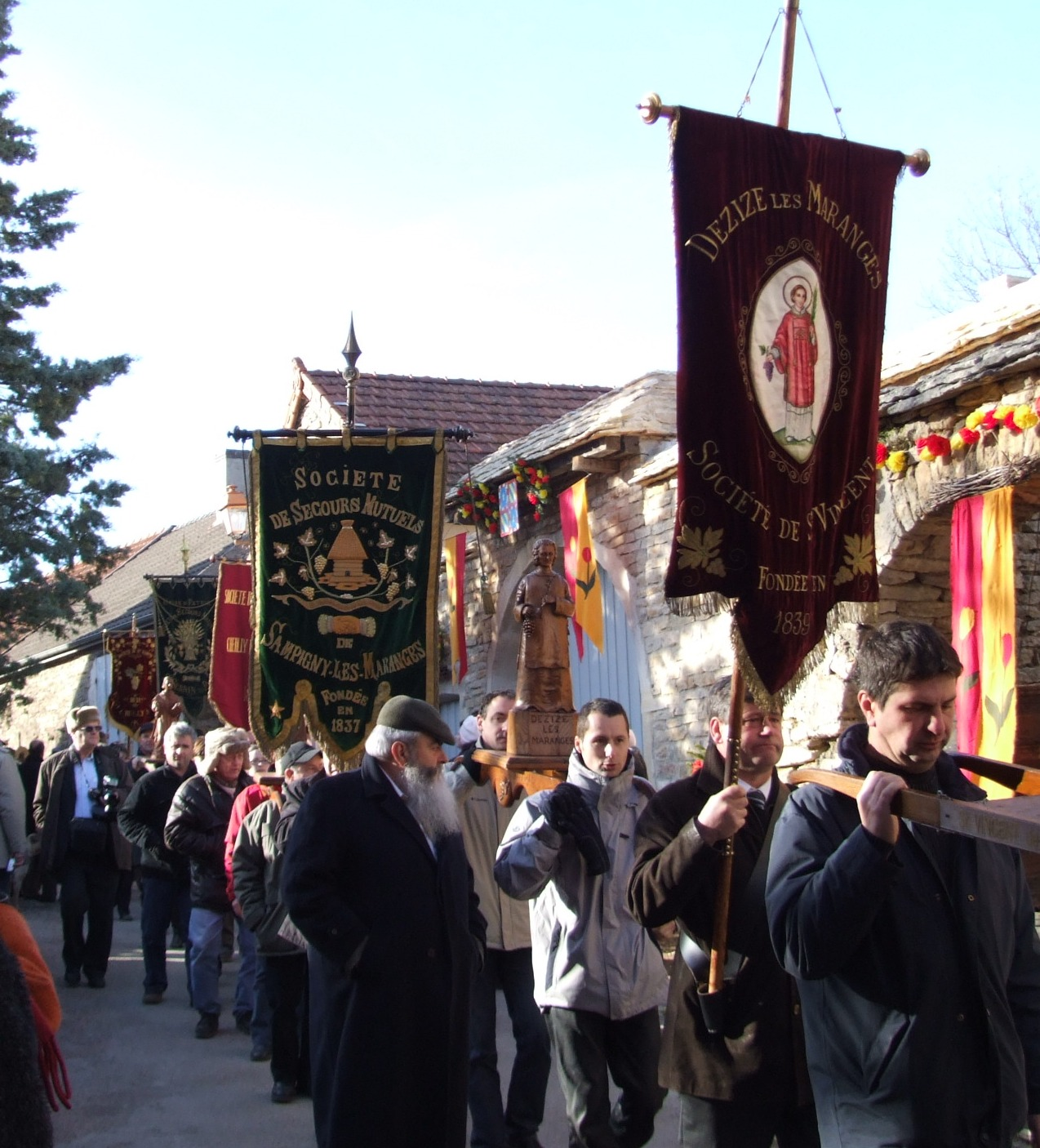
Saint-Vincent tournante

Dès la plus haute antiquité, vignerons ou viticulteurs ont fêté leur production : 
IsraëlLa fête des Tabernacles (Souccot, ou des Tentes), est la grande fête juive consacrée aux vendanges. Elle se déroule quinze jours après le début du nouvel an qui a lieu le 1er Tishri (1er octobre). Cette fête commence par un jeune de cinq jours : le Yom Kippour.
CorseÀ Sainte-Lucie-de-Tallano pour marquer la fin des vendanges, deux branchettes disposées en croix sont dressées sur la dernière charge de raisins partant pour la cave (les branchettes de Saint-Martin). Toute personne peut dès lors pénétrer dans les vignes et grappiller au nom de « Saint Martin » qui doit être proclamé en entrant.
Bourgogne et Franche-ComtéVincent de Saragosse est fêté comme Saint Patron des vignerons, officiellement le 22 janvier de chaque année. C'est le cas en Bourgogne, avec la Saint-Vincent tournante, ou à Champlitte de manière très traditionaliste avec accueil d'une statuette à l'effigie du saint, messe et dégustation collective.
FranceCe ne fut qu'à partir du XIIIe siècle que saint Vincent s'imposa comme protecteur de la vigne et du vin. Et encore pas partout puisqu'il lui fut préféré saint Marc dans le Comtat Venaissin, et une partie de la Provence et du Languedoc, tandis que les vignobles de Franche-Comté étaient placés sous la protection de saint Vernier, appelé saint Verny en Auvergne. Quant à saint Morand, il joua ce rôle en Bourgogne, en Champagne, en Lorraine, en Alsace, en Rhénanie et en Franconie.
Ces quatre grands saints protecteurs n'étaient pas les seuls à intervenir afin d'obtenir du bon vin. Quelques cités vigneronnes eurent leurs saints propres. C'est le cas de Langres avec saint Urbain, de Trèves, Tongres et Cologne avec saint Materne, d'Altkirch avec saint Kilian[Lequel ?] et d'Obernai avec sainte Odile. Puis, tout au long de l'année, une kyrielle de petits saints avaient pour mission d'œuvrer à la protection de la vigne. Ceux d'hiver étaient invoqués contre le gel, leurs confrères du printemps pour protéger les bourgeons de la froidure et de la pluie durant la floraison, ceux d'été étaient chargés de faire fuir les orages et de hâter la véraison, en automne, ils devaient garantir des vendanges ensoleillées, gages de bonnes cuvées.
Saint Émilion est le Saint Patron des marchands et négociants en vin.
Le saint qui n'avait pas rempli sa mission était tancé et puni. Si l'on estimait que par sa faute le vin était de pauvre qualité, sa statue pouvait être portée en procession et noyée dans une fontaine. Pour un vin médiocre, sa statue était mise au piquet dans l'église et il passait un an visage face au mur.

## Risques et maladies professionnelles
De par leur métier, de nombreux viticulteurs sont ou ont été exposés à des pesticides (potentiellement sources d'allergies professionnelles et de diverses pathologies) et notamment aux pesticides arsenicaux. Ces derniers ont été très utilisés depuis la fin du XIXe siècle comme insecticides et fongicides avant d'être interdits en 1973, sauf dérogatoirement pour la vigne jusque’en 2001 (pour lutter contre l’Esca de la vigne, une maladie fongique incurable du bois des ceps de vigne). Ces pesticides arséniés désormais classés « cancérogènes certains », peuvent induire plusieurs types de cancers (carcinome basocellulaire cutané, carcinome spinocellulaire, cancer bronchique primitif, cancer des voies urinaires, adénocarcinome hépatocellulaire et angiosarcome du foie). De même que d'autres groupes de pesticides utilisés en agriculture, ils sont aussi suspectés d’augmenter le risque de maladie de Parkinson et de lymphome non hodgkinien), d'être des perturbateurs endocriniens et facteurs de délétion de la spermatogenèse.
Aucune étude n’avait en France estimé avant 2018 le nombre de viticulteurs directement exposés ni la prévalence d’exposition des travailleurs de l’agriculture aux pesticides arsenicaux. Une étude récente (2018), conduite par Santé publique France et l'Umrestte de l'Université de Lyon a traité de ce sujet pour la France de 1979 à 2000, à partir des données disponibles sur les ouvriers agricoles déclarés aux recensements agricoles de 1979/1988/2000 en distinguant les professionnels (seuls habilités à utiliser l’arsenic) des viticulteurs amateurs. Les expositions ont été évaluées chez les professionnels via un modèle de probabilités d’usage (Matphyto-Arsenic). 
 
Résultats : en 20 ans, de 1979 à 2000, le nombre d’ouvriers agricoles exposés a diminué de près de 40 % (passant de 101 359 à 61 376) alors que les effectifs des exploitations viticoles chutaient de plus de moitié en France, et alors que la « main d’œuvre familiale » de l’ensemble des exploitations agricoles de France métropolitaine restait stable (3,6 % à 4,2 %) sur la période. L’exposition a augmenté parmi la main-d’œuvre familiale et la main-d’œuvre salariée des viticulteurs à but récréatif ou professionnel (10,5 % à 19,6 %) et chez celles cultivant la vigne dans un but exclusivement professionnel (20 % à 25 %). Les auteurs de l'étude estiment qu'un meilleur suivi post-professionnel est nécessaire, avec « le cas échéant, une reconnaissance en maladie professionnelle».